# Georg Hermes
Georg Hermes (ur. 22 kwietnia 1775 w Dreierwalde w Westfalii, zm. 26 maja 1831 w Bonn) – niemiecki teolog rzymskokatolicki.
W pismach swoich starał się naukę kościoła katolickiego pogodzić z nową filozofią i wymaganiami rozumu i prawdy religijne oprzeć na dowodach racjonalnych, nie uchybiając jednak prawdzie religijnej. Jego poglądy zjednywały mu tyleż zwolenników jak i przeciwników, m.in. arcybiskup koloński Droste-Vischering, zarzucali mu pelagianizm i socjalizm. Spory te wywołały breve papieskie z dnia 26 września 1835 i 7 stycznia 1836 potępiające jego pisma.

## Autor
- Untersuchung über die innere Wahrheit des Christentums, Münster 1805;
- Christlichkatholische Dogmatik, t. 1-3, 1831–1834; i inne.